# Tussmötetorpet

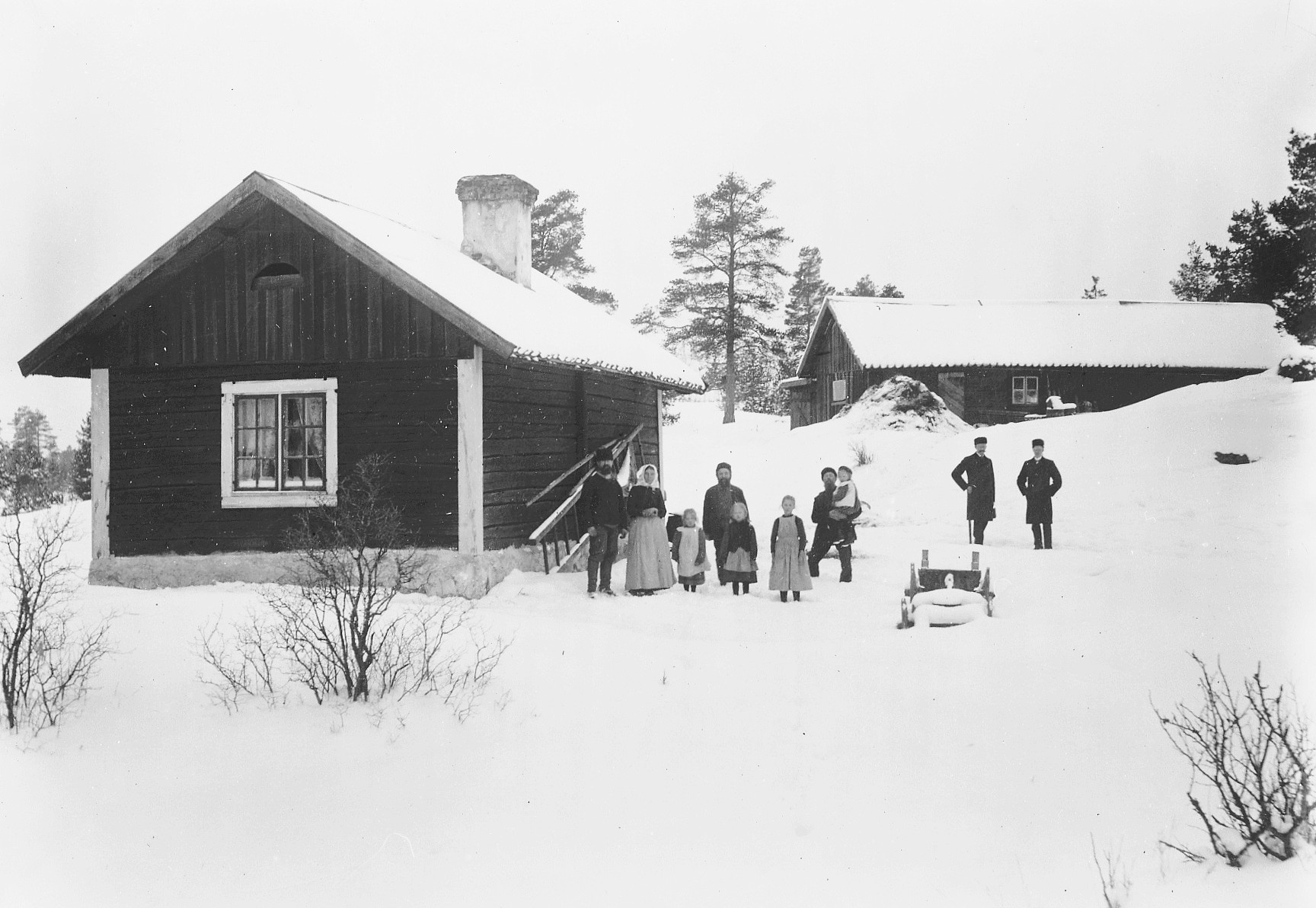
Tussmötetorpet, omkring år 1900.

Tussmötet var ett torp i Brännkyrka socken i dagens stadsdel Stureby i Söderort. Torpet gav Tussmötevägen, kvarteret Tussmötetorpet och Tussmöteparken sina namn.

## Historik

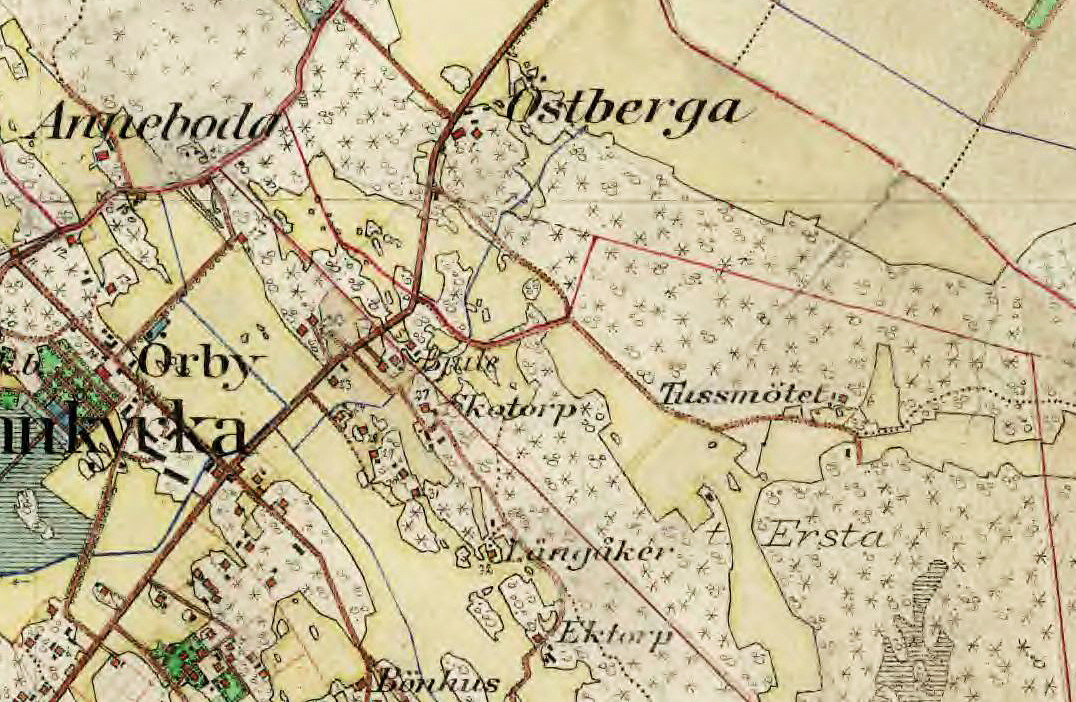
Tussmötet med omgivning, 1900.

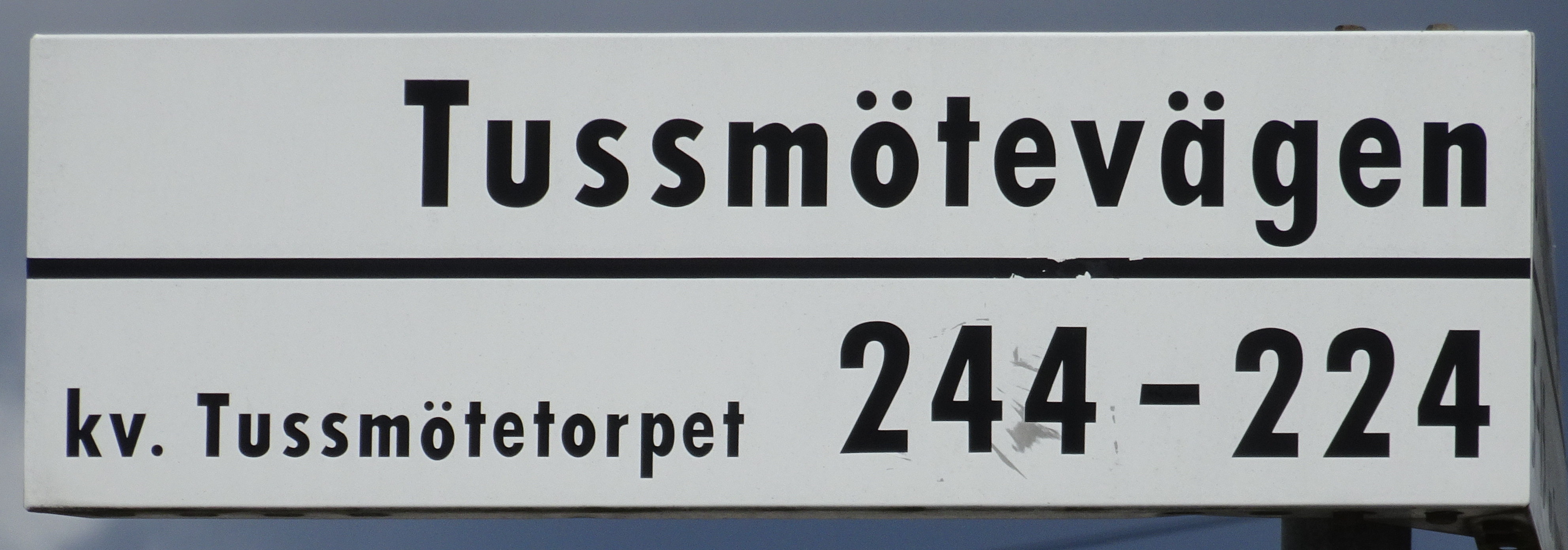
Tussmötevägen.

Tussmötet var ett dagsverkstorp under Ersta gård och känt sedan 1772. Ett tidigare namn var Pettersborg efter en ägare, Pehr Andersson, vars son hette Peter kallad Petter. Namnet Tussmötet har olika fantasifulla förklaringar. En menar att tomtarna skall ha haft mötesplats där. Enligt en annan skulle ordet tuss eller tusse betyda varg. Här var således vargarnas mötesplats.
Till torpbebyggelsen hörde utöver bostadshuset några uthus med plats för en arbetshäst, några kor, gris och höns. Man hade också lite mark för odling och bete för eget behov. För att nyttja torpet fick torparen och dennes familj utföra så kallade dagsverken på huvudgården. I grannskapet fanns flera andra torp som Anneboda, Bjule, Skotorp, Långåker och Ektorp. De tre senare låg under godset Örby. 
År 1921 började Fastighets AB Villahem exploatera stora delar av hemmanet Ersta kring torpet Tussmöte. Stockholms namnberedning föreslog att den nya villastaden skulle heta Tussmötet sedan namnet Ersta inte godkändes av Ersta diakoni på grund av förväxlingsrisk. Mot Tussmötet protesterade såväl fastighetsbolaget som den nybildade tomt- och villaägareföreningen. Att uppkalla samhället efter Bjule eller Rothugget accepterades inte heller. Rothugget var en åker på Örbys ägor. Lösningen blev det konstruerade namnet Stureby med anknytning till Sten Sture den yngre och  slaget vid Brännkyrka.
Tussmötetorpet låg vid dagens Tussmötevägen 224 och revs 1937 för att ge plats åt villastadens nya biograf. Den öppnade i mars 1938 och kallades till en början Tusse-Bio. Därefter fick den namnet Biograf Corso. Corso blev offer för 1960-talets biografdöd; den sista filmen visades den 14 december 1969 och huset är sedan dess privatvilla.